# Charles Darley Miller
Charles Darley Miller (født 23. oktober 1868, død 22. december 1951) var en britisk polospiller, som deltog i OL 1908 i London.
Miller tog til Indien for at arbejde i familiens handelsvirksomhed. Her gav han sig til at spille polo og spillede dette på sine årlige sommerferier i England. Her grundlagde han i 1901 Roehampton Club, hvor han efter at have stoppet med at arbejde i Indien blev direktør, en post han sad på indtil 1950. Han spillede for sin klub i mange år og vandt en række turneringer.
Poloturneringen var ikke særlig prominent ved OL i 1908, hvor der kun deltog tre britiske hold; de fleste polospillere havde mere fokus på turneringerne i flere fashionable europæiske byer som Oostende, Cannes og Paris. De tre hold ved OL var fra henholdsvis Roehampton, Hurlingham og Irland, og der blev blot spillet to kampe. Først vandt Roehampton 4-1 over Hurlingham, og i finalen vandt de 8-1 over Irland og vandt dermed guld. De to øvrige hold delte andenpladsen. Roehamptons hold bestod ud over George Miller af hans bror George Arthur Miller samt Herbert Haydon Wilson og Patteson Womersley Nickalls.
Miller var uddannet på Marlborough College og Cambridge University. Under første verdenskrig var han kommandant på kavaleridepotet i Rouen, hvor han opnåede en rang af løjtnant. Efter at være demobiliseret i 1919 genoptog han sin gerning i Roehampton.